# 溫振華
溫振華（1949年8月—）生於臺中縣烏日鄉，為一名臺灣史學者，專長為臺灣開發史、原住民史、區域史。國立臺灣師範大學歷史學博士，曾任中學教師、國立臺灣師範大學歷史學系教授，2007年2月於師大退休後曾轉於國立臺南大學與長榮大學臺灣研究所等系所任教，2020年7月退休。

## 生平
溫振華自幼鍾情於臺灣歷史，1967年高中畢業後選擇就讀國立臺灣師範大學歷史學系，但由於當時並沒有專門的臺灣史課程，要到1975年進入師大歷史研究所碩士班後溫振華才開始進行臺灣史研究。其碩士論文〈清代臺北盆地社會經濟的變遷〉（1978年）可說是他臺灣史研究的起點，而博士論文〈二十世紀初之臺北都市化〉（1986年）則是延續碩士論文的主題，延伸到日治時期。2004年擔任師範大學台灣史研究所首任所長。

## 外部連結
- 溫振華 - 長榮大學教師e-Portfolio （页面存档备份，存于）